# 大切にするよ
「大切にするよ」（たいせつにするよ）は、柴咲コウの18枚目のシングル（RUI、KOH+名義含む）。
2009年3月4日に、ユニバーサルミュージックから発売された。

## 解説
- 映画『映画ドラえもん 新・のび太の宇宙開拓史』（2009年3月7日公開、全国東宝系）の主題歌。

## 収録曲
CD
1. 大切にするよ（作詞：柴咲コウ/作曲・編曲：市川淳） - 映画『映画ドラえもん 新・のび太の宇宙開拓史』主題歌
2. dive（作詞：柴咲コウ/作曲：加藤裕介/編曲：REO）
3. 幸せ繋いでた糸（作詞：柴咲コウ/作曲：市川淳/編曲：華原大輔） - 富士フイルムFinePix F200EXR CMソング
4. 大切にするよ (Backing Track)

DVD（初回盤のみ）
- 大切にするよ(Music Video)

## 収録アルバム
大切にするよ
- 『Love Paranoia』
- 『KO SHIBASAKI ALL TIME BEST 詩』

dive
- 『Love Paranoia』

## 試聴（公式）
- 大切にするよ （ミュージックビデオ） - YouTube